# تعالیم دینی
تعالیم یا آموزه های دینی به همه آموخته‌های دینی گفته می‌شود که با توجه به محتوا و کارکردهای آن به سه دسته (اعتقادات، اخلاقیات و احکام) تقسیم می‌شود:

## عقاید
اعتقادات فکری: شامل عقاید نظری درباره مبدا هستی (خداشناسی) و راهنمایان زندگی (پیامبران) و مقصد زندگی (آخرت) می‌باشد. که در ادیان در دانش کلام بررسی می‌شود. و در اسلام به آنها اصول دین گفته می شود.

## اخلاقیات
دستورهای اخلاقی: شامل فرامین اخلاقی می‌باشد. که در علم اخلاق بررسی می‌شود.

## احکام
دستورهای عملی (احکام دینی یا احکام شرعی) شامل عبادات و مسائل ضروری حیات فردی و اجتماعی زندگی است. که در علوم شرعی بررسی می‌شود که در اسلام به آن علم فقه گفته می‌شود.